# Cantonul Poitiers-1
Cantonul Poitiers-1 este un canton din arondismentul Poitiers, departamentul Vienne, regiunea Poitou-Charentes, Franța.

## Comune
| Comune         | Populație (1999) | Cod poștal | Cod INSEE |
| -------------- | ---------------- | ---------- | --------- |
| Migné-Auxances | 5.969            | 86440      | 86158     |
| Poitiers       | 89.253 (1)       | 86000      | 86194     |